# Acetivibrio thermocellus
Acetivibrio thermocellus  (Clostridium thermocellum) es una especie de bacteria termofílica anaeróbica. C. thermocellum ha despertado interés en la investigación debido a sus capacidades celulolíticas y etanógenas, siendo capaz de convertir directamente un sustrato de celulosa en etanol mediante bioprocesamiento consolidado. Esto lo hace útil para convertir la biomasa en una fuente de energía utilizable. La degradación de la celulosa se lleva a cabo en la bacteria por un gran sistema de celulasa extracelular llamado celulosoma, que contiene casi 20 subunidades catalíticas. El sistema de celulasa de la bacteria se diferencia significativamente de las celulasas fúngicas debido a su alta actividad sobre la celulosa cristalina, pudiendo solubilizar completamente las fuentes cristalinas de celulosa, como el algodón. Sin embargo, existen algunas deficiencias en la aplicación del organismo a aplicaciones prácticas debido a que tiene un bajo rendimiento de etanol, al menos parcialmente debido a las vías de fermentación ramificadas que producen acetato, formiato y lactato junto con etanol. También hay evidencia de inhibición debido a la presencia de hidrógeno y debido a la agitación. Algunas investigaciones recientes se han dirigido a optimizar la vía metabólica de producción de etanol con la esperanza de crear una conversión de biomasa más eficiente.